# Mikaela Åhlin-Kottulinsky
Mikaela Åhlin-Kottulinsky (Karlstad, 13 de novembro de 1992) é uma piloto profissional de automóveis suéca.
Åhlin-Kottulinsky vem de uma família de pilotos. O avô de Mikaela era Freddy Kottulinsky, que venceu o Rali Paris-Dakar de 1980. Seu pai, Jerry Åhlin, competiu entre 1983 e 1991 no Campeonato Europeu de Rali e entre 1984 e 2000 participou de seis corridas do Campeonato Mundial de Rali nas quais marcou um ponto. Sua mãe, Susanne Kottulinsky, participou entre 1982 e 2002 no Campeonato Europeu de Rali com Opel, Volvo, Audi, e seu irmão mais novo, Fredrik Åhlin, é piloto de rally.
Åhlin-Kottulinsky começou a correr aos 12 anos em karts. No outono de 2011, ela intensificou as corridas de carros de turismo quando participou do evento do FIA Women in Motorsport, onde terminou em segundo e teve a chance de correr na Volkswagen Scirocco R-Cup em 2012.
Ela já correu em diversas categorias, bem como a Copa Escandinava Porsche Carrera, Copa Renault Clio, Copa Audi Sport TT, ADAC GT Masters, Campeonato Escandinavo de Carros de Turismo, entre outras.